# Skate Canada International de 2016
Skate Canada International de 2016 foi a quadragésima terceira edição do Skate Canada International, um evento anual de patinação artística no gelo organizado pelo Skate Canada, e que fez parte do Grand Prix de 2016–17. A competição foi disputada entre os dias 28 de outubro e 30 de outubro, na cidade de Mississauga, Ontário, Canadá.

## Eventos
- Individual masculino
- Individual feminino
- Duplas
- Dança no gelo

## Medalhistas
| Evento                        | Ouro                                   | Prata                                       | Bronze                                          |
| Individual masculino detalhes | Patrick Chan · Canadá                  | Yuzuru Hanyu · Japão                        | Kevin Reynolds · Canadá                         |
| Individual feminino detalhes  | Evgenia Medvedeva · Rússia             | Kaetlyn Osmond · Canadá                     | Satoko Miyahara · Japão                         |
| Duplas detalhes               | Meagan Duhamel · Eric Radford · Canadá | Yu Xiaoyu · Zhang Hao · China               | Lubov Ilyushechkina · Dylan Moscovitch · Canadá |
| Dança no gelo detalhes        | Tessa Virtue · Scott Moir · Canadá     | Madison Chock · Evan Bates · Estados Unidos | Piper Gilles · Paul Poirier · Canadá            |

## Resultados

### Individual masculino
| Pos.              | Nome            | Nacionalidade    | Pontos | PC         | PL          |
| ----------------- | --------------- | ---------------- | ------ | ---------- | ----------- |
| Medalha de ouro   | Patrick Chan    | Canadá           | 266.95 | 90.56 (1)  | 176.39 (2)  |
| Medalha de prata  | Yuzuru Hanyu    | Japão            | 263.06 | 79.65 (4)  | 183.41 (1)  |
| Medalha de bronze | Kevin Reynolds  | Canadá           | 245.06 | 80.57 (3)  | 164.49 (3)  |
| 4                 | Michal Březina  | República Tcheca | 227.42 | 70.36 (9)  | 157.06 (4)  |
| 5                 | Daniel Samohin  | Israel           | 226.53 | 74.62 (5)  | 151.91 (7)  |
| 6                 | Misha Ge        | Uzbequistão      | 226.07 | 72.30 (7)  | 153.77 (5)  |
| 7                 | Alexandr Petrov | Rússia           | 224.39 | 71.50 (8)  | 152.89 (6)  |
| 8                 | Takahito Mura   | Japão            | 222.13 | 81.24 (2)  | 140.89 (9)  |
| 9                 | Liam Firus      | Canadá           | 210.89 | 70.09 (10) | 140.80 (10) |
| 10                | Yan Han         | China            | 209.11 | 72.86 (6)  | 136.25 (11) |
| 11                | Grant Hochstein | Estados Unidos   | 204.69 | 60.20 (12) | 144.49 (8)  |
| 12                | Ross Miner      | Estados Unidos   | 196.53 | 63.92 (11) | 132.61 (12) |

### Individual feminino
| Pos.              | Nome                   | Nacionalidade  | Pontos | PC         | PL          |
| ----------------- | ---------------------- | -------------- | ------ | ---------- | ----------- |
| Medalha de ouro   | Evgenia Medvedeva      | Rússia         | 220.65 | 76.24 (1)  | 144.41 (1)  |
| Medalha de prata  | Kaetlyn Osmond         | Canadá         | 206.45 | 74.33 (2)  | 132.12 (2)  |
| Medalha de bronze | Satoko Miyahara        | Japão          | 192.08 | 65.24 (5)  | 126.84 (3)  |
| 4                 | Elizaveta Tuktamysheva | Rússia         | 187.99 | 66.79 (3)  | 121.20 (5)  |
| 5                 | Alaine Chartrand       | Canadá         | 185.56 | 62.15 (6)  | 123.41 (4)  |
| 6                 | Rika Hongo             | Japão          | 171.19 | 65.75 (4)  | 105.44 (8)  |
| 7                 | Choi Da-bin            | Coreia do Sul  | 165.78 | 53.29 (8)  | 112.49 (6)  |
| 8                 | Kim Na-hyun            | Coreia do Sul  | 164.48 | 60.46 (7)  | 104.02 (9)  |
| 9                 | Mirai Nagasu           | Estados Unidos | 151.42 | 53.19 (9)  | 98.23 (11)  |
| 10                | Joshi Helgesson        | Suécia         | 149.77 | 49.72 (10) | 100.05 (10) |
| 11                | Yuka Nagai             | Japão          | 147.56 | 40.39 (11) | 107.17 (7)  |

### Duplas
| Pos.              | Nome                                   | Nacionalidade  | Pontos | PC        | PL         |
| ----------------- | -------------------------------------- | -------------- | ------ | --------- | ---------- |
| Medalha de ouro   | Meagan Duhamel / Eric Radford          | Canadá         | 218.30 | 78.39 (1) | 139.91 (1) |
| Medalha de prata  | Yu Xiaoyu / Zhang Hao                  | China          | 202.08 | 69.43 (2) | 132.65 (2) |
| Medalha de bronze | Lubov Ilyushechkina / Dylan Moscovitch | Canadá         | 190.22 | 67.53 (3) | 122.69 (3) |
| 4                 | Haven Denney / Brandon Frazier         | Estados Unidos | 188.23 | 66.50 (4) | 121.73 (4) |
| 5                 | Yuko Kavaguti / Alexander Smirnov      | Rússia         | 182.75 | 64.40 (5) | 118.35 (6) |
| 6                 | Nicole Della Monica / Matteo Guarise   | Itália         | 178.67 | 59.25 (6) | 119.42 (5) |
| 7                 | Brittany Jones / Joshua Reagan         | Canadá         | 151.68 | 54.23 (7) | 97.45 (7)  |

### Dança no gelo
| Pos.              | Nome                                         | Nacionalidade  | Pontos | DC         | DL         |
| ----------------- | -------------------------------------------- | -------------- | ------ | ---------- | ---------- |
| Medalha de ouro   | Tessa Virtue / Scott Moir                    | Canadá         | 189.06 | 77.23 (1)  | 111.83 (2) |
| Medalha de prata  | Madison Chock / Evan Bates                   | Estados Unidos | 188.24 | 76.21 (2)  | 112.03 (1) |
| Medalha de bronze | Piper Gilles / Paul Poirier                  | Canadá         | 182.57 | 72.12 (3)  | 110.45 (3) |
| 4                 | Anna Cappellini / Luca Lanotte               | Itália         | 180.35 | 71.08 (4)  | 109.27 (4) |
| 5                 | Alexandra Stepanova / Ivan Bukin             | Rússia         | 168.10 | 68.12 (5)  | 99.98 (5)  |
| 6                 | Kaitlin Hawayek / Jean-Luc Baker             | Estados Unidos | 162.19 | 65.01 (6)  | 97.18 (6)  |
| 7                 | Laurence Fournier Beaudry / Nikolaj Sørensen | Dinamarca      | 156.71 | 62.63 (7)  | 94.08 (7)  |
| 8                 | Alexandra Paul / Mitchell Islam              | Canadá         | 144.85 | 58.83 (8)  | 86.02 (9)  |
| 9                 | Wang Shiyue / Liu Xinyu                      | China          | 144.16 | 57.86 (9)  | 86.30 (8)  |
| 10                | Cecilia Törn / Jussiville Partanen           | Finlândia      | 139.14 | 56.98 (10) | 82.16 (10) |

## Quadro de medalhas
| Ordem | País           | Medalha de ouro | Medalha de prata | Medalha de bronze |    | Ordem por total |
| ----- | -------------- | --------------- | ---------------- | ----------------- | -- | --------------- |
| 1     | Canadá         | 3               | 1                | 3                 | 7  | 1               |
| 2     | Rússia         | 1               |                  |                   | 1  | 3               |
| 3     | Japão          |                 | 1                | 1                 | 2  | 2               |
| 4     | China          |                 | 1                |                   | 1  | 3               |
| 4     | Estados Unidos |                 | 1                |                   | 1  | 3               |
| TOTAL | TOTAL          | 4               | 4                | 4                 | 12 | —               |